# Advanced Tiros N
Advanced Tiros N, también conocido como NOAA KLM, es un tipo de satélites meteorológicos estadounidenses operados por la Administración Nacional Oceánica y Atmosférica. Los Advanced Tiros N son puestos en órbita heliosincrónica y están estabilizados en los tres ejes.

## Características
- Masa: 1478,9 kg
- Longitud: 4,18 m
- Comunicaciones: en banda S.

## Instrumentos
- AVHRR/3: radiómetro de exploración de seis canales, del visible al infrarrojo.
- HIRS/3 (High-Resolution Infrared Sounder/3): utiliza 20 bandas espectrales (19 en infrarrojo y una en visible) para medir el perfil vertical de temperatura desde la superficie terrestre hasta unos 40 km de altura.
- AMSU-A (Advanced Microwave Sounding Unit-A): radiómetro para realizar perfiles verticales de temperatura desde la superficie terrestre hasta unos 45 km de altura.
- AMSU-B (Advanced Microwave Sounding Unit-B): mide el perfil vertical del vapor de agua desde la superficie terrestre hasta unos 12 km de altura.
- SBUV (Solar Backscatter Ultraviolet Radiometer): radiómetro para medir la irradiación solar en el rango espectral entre 160 y 406 nanómetros.
- SEM (Space Environment Monitor): mide la intensidad de los cinturones de radiación y toma datos sobre las partículas cargadas incidentes en la atmósfera terrestre.
- SARSAT (Search and Rescue Satellite Aided Tracking System): instrumento para detectar y localizar transmisores de situación de emergencia (Emergency Locator Transmitters, ELTs) y balizas de radio de emergencia indicadoras de posición (Emergency Position-Indicating Radio Beacons, EPIRBs).
- DCS/2 (Data Collection System): recoge telemetría global utilizando un enlace de radiofrecuencia de 401,65 MHz transmitido por plataformas como boyas, globos y estaciones meteorológicas remotas.

## Lista de lanzamientos
| Nombre  | Fecha de lanzamiento     | COSPAR ID |
| ------- | ------------------------ | --------- |
| NOAA 8  | 28 de marzo de 1983      | 1983-022A |
| NOAA 9  | 12 de diciembre de 1984  | 1984-123A |
| NOAA 10 | 17 de septiembre de 1986 | 1986-073A |
| NOAA 11 | 24 de septiembre de 1988 | 1988-089A |
| NOAA 13 | 9 de agosto de 1993      | 1993-050A |
| NOAA 14 | 30 de diciembre de 1994  | 1994-089A |
| NOAA 15 | 13 de mayo de 1995       | 1998-030A |
| NOAA 16 | 21 de septiembre de 2000 | 2000-055A |
| NOAA 18 | 20 de mayo de 2005       | 2005-018A |